# Manuel Almunia
Manuel Almunia (Pamplona, 1977. május 19. –) spanyol labdarúgó.

## Pályafutása
Az Osasuna csapatában kezdte pályafutását. Húszéves korában már a B csapatban védett, ezután harmadosztályú csapatokban játszott.

### A Celta Vigo csapatában
2001-ben a Celta Vigóba igazolt, ahol egyből kölcsönadták az Eibar-nak, ahol Manuel ugyan jól játszott, ám újra kölcsönadták az első osztályú Recreativo csapatához, ahol nem lehetett elégedett, hiszen csak második számú kapus volt, ezért tovább lépett. A Celta Vigo ismét kölcsönadta immáron a 2003–2004-es szezonban, és végre elégedett lehetett a Albacete kapusaként, hiszen 24-szer szerepelt az élvonalban, és csapata bennmaradt a legjobbak közt.

### Az Arsenalban
Arsène Wenger edző szerződtette 2004. július 14-én. Eleinte Almuniára csak kupamérkőzéseken számítottak. 2004. október 27-én debütált a Manchester City ellen a Ligakupában.
Jens Lehmann kiállítása után ő védett a (Bajnokok Ligája döntőn, nem volt szerencséje, hisz mindkét Barcelona gólt ő kapta. A 2005-06-os szezonban ő védett mindegyik Ligakupa mérkőzésen, és egy FA Kupa meccsen is. A csapat az utolsó fordulóban megszerezte a BL-selejtezőt érő negyedik helyet, hiszen a Tottenham Hotspur kikapott a West Ham United-től, az Ágyusok pedig a Highbury-ben győzték le a Wigan-t 4–2-re. Az új Emirates Stadion megnyitóján, és egyben Dennis Bergkamp búcsúmeccsén is ő védhetett az első félidőben.
A 2006-07-es szezonban sok szerepet kapott, ő védett a Ligakupában a döntőig, valamint az összes FA Kupa meccsen. Szintén ő védett az emlékezetes 6–3-as Liverpool FC elleni meccsen is Jens Lehmann betegsége miatt.
A 2007–2008-as szezonban jött a nagy áttörés, Lehmann folyamatos hibái miatt ő lett az első számú kapus a csapatban. Sok kritikát kapott a némettől, szerinte nem megérdemelten állt ő a kapuba, állítólag köszönőviszonyban sem voltak. A 2008–2009-es szezonban Jens távozása után megkapta az 1-es számú mezt, aztán pár hónappal később a német is elismerte képességeit.
Később sérülései és rossz formája miatt a két lengyel kapus Wojciech Szczęsny és Łukasz Fabiański mögött csak harmadik számú kapusként számított rá Wenger. 2012 júliusában a szerződése lejárt, amit nem hosszabbítottak meg, így szabadon igazolhatóvá vált.

### Watford
2012 július 31-én egyéves szerződést kötött az angol másodosztályú Watford csapatával. 2012. augusztus 11-én debütált a csapatban egy ligakupa mérkőzésen a Wycombe Wanderers FC ellen, amelyen nem kapott gólt.
2014. augusztus 27-én a tervezetnél előbb kényszerült befejezni játékos karrierjét súlyos szívbetegsége miatt.

## Külső hivatkozások
- Manuel Almunia pályafutásának statisztikái a Soccerbase oldalon (angolul)

- Manuel Almunia. worldfootball.net
- Manuel Almunia. arsenal.com. [2013. október 21-i dátummal az eredetiből archiválva]. (Hozzáférés: 2017. június 5.)
- Manuel Almunia. premierleague.com